# Mel-de-sapo
O termo mel-de-sapo, apesar de ser a designação comum e pejorativa a diversas espécies de abelhas da subfamília dos meliponíneos, que fazem ninho próximo ao solo e produzem mel de sabor tido como desagradável, pode se remeter ainda, mais especificamente, à abelha Trigona fuscipennis, da subfamília dos meliponíneos, de cerca de 5 mm de comprimento e muito semelhante ao irapuá. Essa espécie constrói seu ninho em cupinzeiros e também é conhecida pelos nomes de abelha-brava e abelha-de-sapo.